# Reflejo en el lago de Misaka en la provincia de Kai
Reflejo en el lago de Misaka en la provincia de Kai (甲州三坂水面 Kōshū Misaka suimen?) es una estampa japonesa de estilo ukiyo-e obra de Katsushika Hokusai. Fue producida entre 1830 y 1832 como parte de la célebre serie Treinta y seis vistas del monte Fuji, a finales del período Edo. Desde el paso de Misaka, retrata el monte Fuji y su reflejo en el lago Kawaguchi.

## Escenario
El paisaje es visto desde el paso de Misaka, al que se llega desde la carretera de Isawa —que se bifurca de la ruta principal a Edo— en la provincia de Kai. Este puerto de montaña se encuentra al norte del lago Kawaguchi, que entonces se conocía como Misaka por su cercanía al paso. La vista del monte Fuji desde el norte muestra su superficie rugosa.

## Descripción
El foco de la impresión reside en el reflejo de la montaña, que se muestra en el lago con la superficie clara y tranquila. Mientras que la refracción aparece cubierta de nieve, el monte real aparece tosco, con imperfecciones al descubierto. Estas dos vistas de la montaña podrían representar dos estaciones de forma simultánea, de tal manera que el retrato tradicional es la imagen en el agua. Este «truco pictórico» provoca que el espectador se centre en el reflejo. Hokusai consigue equilibrar la composición al situar el monte a la derecha y la imagen del lago ligeramente a la izquierda. La pendiente empinada del Fuji se alza sobre un pueblo con casas techadas de paja marrón, tras bosques marcados por los tonos verdes oscuros y las estribaciones más bajas. El bote solitario del pescador acentúa la «serenidad» del grabado.